# NGC 6570
NGC 6570 (również PGC 61512 lub UGC 11137) – magellaniczna galaktyka spiralna z poprzeczką (SBm), znajdująca się w gwiazdozbiorze Wężownika. Odkrył ją Albert Marth 2 czerwca 1864 roku.